# Fenua Tapu
Fenua Tapu es una pequeña isla y aldea situada en el atolón de Nui, en Tuvalu, Oceanía. 

## Descripción
Es la aldea más grande del atolón y está situada al sureste. El nombre de la isla en el idioma local significa "tierra santa". La isla tiene dos aldeas, Fenua Tapu y Tanrake. En la isla se hablan tanto el gilbertés como el idioma tuvaluano. Para todo el atolón (en el que solo está habitada esta isla) la población estimada en el año 2005 era de 548 personas.